# Arlie Schardt
Arlie Schardt (eigentlich Alfred E. Schardt; * 24. April 1895 in Milwaukee; † 2. März 1980 in Clearwater, Florida) war ein US-amerikanischer Mittel- und Langstreckenläufer.
1920 wurde er Fünfter bei der US-Meisterschaft im Meilenlauf. Im selben Jahr kam er beim Mannschaftslauf über 3000 Meter der Olympischen Spiele in Antwerpen als Dritter ins Ziel und gewann mit Horace Brown (1.) und Ivan Dresser (6.) die Goldmedaille für das US-Team.